# Andrena lagopus
Andrena lagopus là một loài Hymenoptera trong họ Andrenidae. Loài này được Latreille mô tả khoa học năm 1809.